# Ducado de Saxe-Lauemburgo
O Ducado de Saxe-Lauemburgo (em alemão:  Herzogtum Sachsen-Lauenburg), chamado de Ducado da Baixa Saxônia (Niedersachsen) entre os séculos XIV e XVII, foi um ducado com Imediatidade imperial (reichsfrei) que existiu de 1296-1803 e de 1814-1876 no extremo sudeste da região do que hoje é o Estado (Land) de Eslésvico-Holsácia (Schleswig-Hostein).
O seu núcleo central localizava-se no que é hoje o moderno distrito do Ducado de Lauemburgo e, originalmente, a capital foi a cidade homônima de Lauemburgo, embora em 1619, tenha sido mudada para a cidade de Ratzeburgo.

## Antigos territórios não incluídos no atual distrito de Lauemburgo
Para além do núcleo central do moderno distrito Lauemburgo, outros territórios, principalmente a sul do Rio Elba, pertenciam ao ducado:
- a faixa de terras ao longo do sul da Elba (em alemão:  Marschvogtei), de Marschacht até Amt Neuhaus, ligando o núcleo do ducado às áreas mais a sudeste. Esta área foi cedida, em 1814, ao Reino de Hanover e hoje faz parte do distrito de Harburgo, no estado da Baixa Saxónia.
- a Amt Neuhaus propriamente dita, incluindo áreas em ambos os lados do rio Elba, cedida, também em 1814, ao Reino de Hanover. Hoje, é parte do distrito de Luneburgo da Baixa Saxónia;
- O enclave de Terra de Hadeln no estuário do Elba foi desmembrado de Saxe-Lauemburgo em 1689 e administrado como um território separado sob custódia imperial, antes de ser cedido a Brema-Verden em 1731. Hoje faz parte do distrito de Cuxhaven, na Baixa Saxónia;
- alguns municípios da região do Elba do antigo núcleo ducado não fazem parte dos atuais distritos de Lauemburgo, uma vez que tinham sido cedidos à zona de ocupação Soviética pelo Acordo Barber Lyashchenko, em novembro de 1945.

## História

### Início da história
Em 1203, o Rei Valdemar II da Dinamarca conquistou a área posterior composto de Saxe-Lauemburgo, mas é revertido para Albert I, Duque da Saxônia , em 1227. Em 1260, Albert I os filhos de Albert II e d. João I sucedeu a seu pai. Em 1269, 1272 e 1282, os irmãos gradualmente dividido o governo de competências dentro de três territorialmente descontínuas Saxão áreas ao longo do rio Elba (um chamado de Terra de Hadeln, outra em torno de Lauenburg sobre o Elba e o terceiro, em torno de Wittenberg sobre Elba), preparando assim uma partição.
Depois de d. João I e a renúncia, Alberto II governou com seus pequenos sobrinhos Albert III, Eric I e João paulo II, que por 1296 definitivamente particionado Saxônia prestação de Saxe-Lauemburgo para os irmãos, e Saxe-Wittenberg para seu tio Alberto II. O último documento, mencionando os irmãos e de seu tio Alberto II como Saxon colegas duques remonta ao 1295. Uma escritura de 20 de setembro de 1296, menciona o Vierlande, Sadelbande (Terra de Lauenburg), a Terra de Ratzeburg, a Terra de Darzing (mais tarde Amt Neuhaus), e a Terra de Hadeln como o território separado dos irmãos.

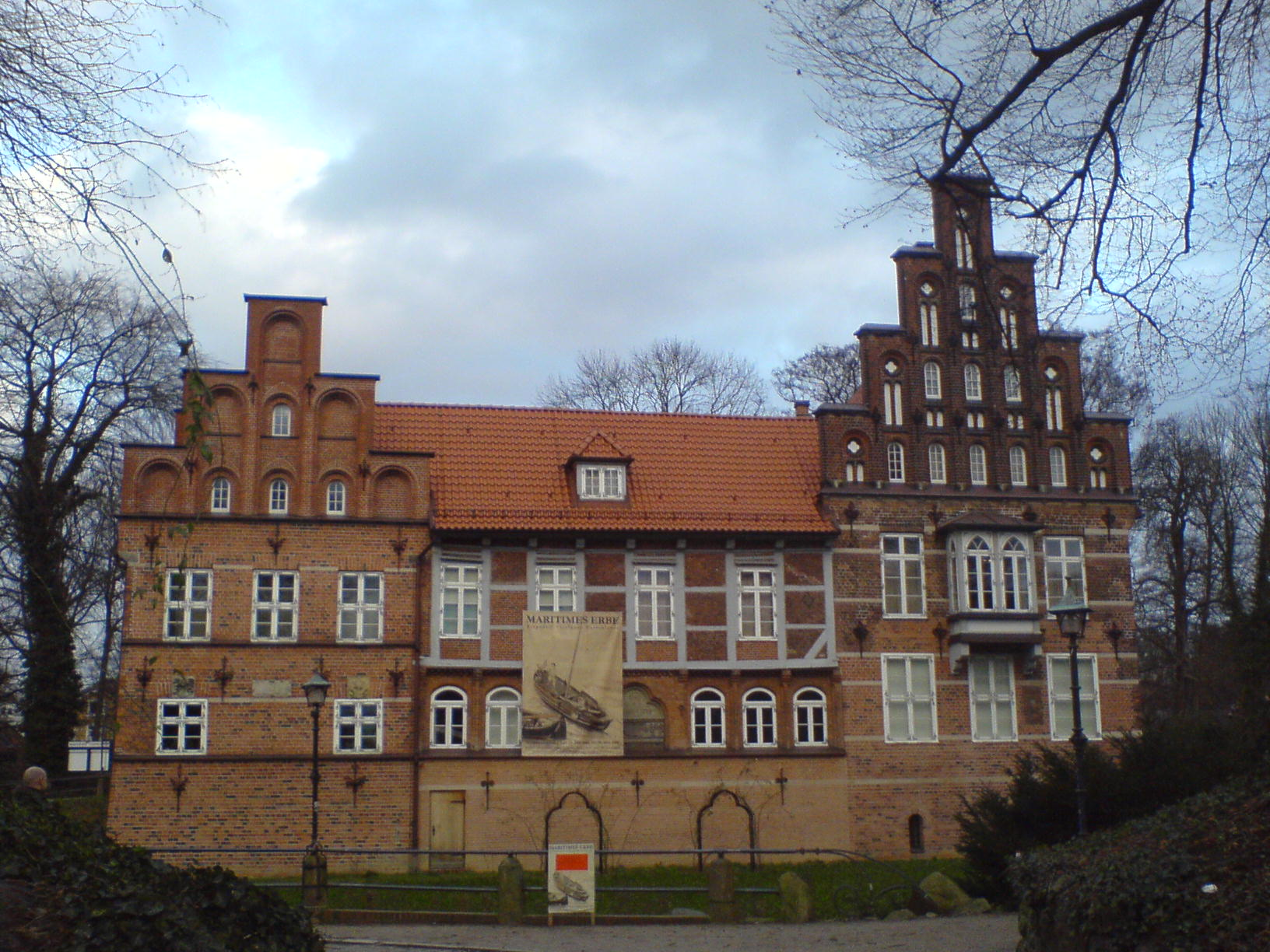
Bergedorf Castelo em Bergedorf, antiga sede do duque de Lauenburg

em 1303, os três irmãos governantes  tinha dividido em conjunto Saxe-Lauemburgoo em três partes no entanto o Alberto III já morreu em 1308, de modo que os irmãos sobreviventes estabelecido, após um realinhamento territorial em 1321, a linha mais idosa , com João II governando Saxe -Bergedorf-Mölln, sentado em Bergedorf ea Lauenburg Linha Jovem, com Erico I governando Saxe-Ratzeburg-Lauenburgo, sedeado em Lauenburgo sobre Elba. João II, o irmão mais velho, exercia o privilégio eleitoral para as Ascanians Lauenburg, no entanto, rivalizado por seu primo Rudolfo I de Saxe-Wittenberg.
Em 1314, deflagrou uma disputa para a eleição do Imperador Germânico, entre o Habsburgo Frederico III, o Justo, e o seu primo Wittelsbach, Luís IV da Baviera. Luís recebeu cinco dos sete votos: o do Arcebispo-Eleitor Balduíno de Treveris, o do Rei João da Boêmia, o do Duque João II de Saxe-Lauemburgoo como príncipe-eleitor da Saxónica, o de Pedro Arcebispo eleitor de Mainz, e o Príncipe-Eleitor Valdemar de Brandenburg.
Frederico, a Feira recebeu na mesma eleição quatro dos sete votos, com o Rei deposto-Eleitor Henrique de Boémia, de forma ilegítima, assumindo eleitoral de energia, Arcebispo-Eleitor Henrique II de Colónia, Louis irmão do Príncipe-Eleitor de Rudolfo I do Eleitorado do Palatinado, e Duque de Rudolfo I de Saxe-Wittenberga, rivallingly alegando que o Saxon príncipe-eleitoral de energia. No entanto, apenas Luís da Baviera, finalmente, afirmou-se como imperador do Santo Império Romano. O Ouro de Touro de 1356, no entanto, de forma conclusiva chamado duques de Saxe-Wittenberg como eleitores.
Em 1370, João II, o quarto sucessor Eric III de Saxe-Bergedorf-Mölln penhorado o Herrschaft de Bergedorf, o Vierlande, metade do Saxon Madeira e Geesthacht para Lübeck , em troca de um crédito de 16,262.5 Lübeck marcas. Esta aquisição inclui muito da rota de comércio entre Hamburgo e Lübeck, proporcionando, assim, uma passagem segura para o transporte de mercadorias entre as cidades. Erico III mantidos apenas uma vida de locação.
A cidade de Lübeck e Erico III tinha estipulado que, após a sua morte, em Lübeck teria direito a tomar posse do penhor áreas até que seus sucessores reembolso do crédito e, simultaneamente, exerce a recompra de Mölln (contratado em 1359), completamente ocupavam, em seguida, soma enorme de 26.000 Lübeck Marcas.
Em 1401, Erico III morreu sem problema. O Lauenburg o Élder Linha, portanto, foi extinta na linha masculina e Erico III foi sucedido por seu primo de segundo Erico IV de Saxe-Ratzeburg-Lauenburg da Linha mais Jovem. No mesmo ano, Erico IV, apoiado pelos seus filhos , Eric (mais tarde decisão como Eric V) e John, com força capturado o penhor áreas sem efectuar qualquer reembolso, antes de Lübeck poderia tomar posse delas. Lübeck aquiesceu para o momento.

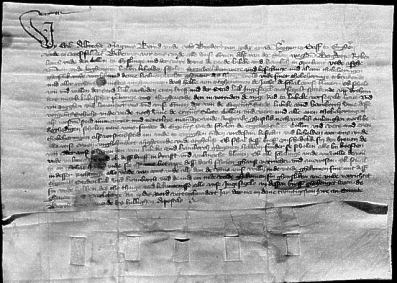
Tratado de Perleberg, 1420

Em 1420, Erico V atacado Príncipe-Eleitor Frederico I de Brandenburg de Lübeck e aliado com o Hamburgo, em suporte de Brandenburg. Exércitos de ambas as cidades abriu uma segunda frente e venceu de Bergedorf, Riepenburg castelo e o Esslingen rio, estação do pedágio (hoje Zollenspieker de Ferry). Isto obrigou Eric V concordar com o Hamburgo, burgomestre Hein Hoyer e Burgomestre Jordão Pleskow de Lübeck para o Tratado de Perleberg , em 23 de agosto de 1420, que estipulou que todos os penhorado áreas, o que Eric IV, Erico V e de d. João IV tinha tirado violentamente em 1401, foram irrevogavelmente cedido para as cidades de Hamburgo e Lübeck, tornando-se seu bi-interior condomínio de Bergedorf (Beiderstädtischer Besitz).
A partir do século XVI Saxe-Lauemburgo denominou-se como Baixa Saxônia (em alemão:  Niedersachsen). no entanto, Saxônia como designação para a área que compreende o antigo Ducado da Saxônia em suas fronteiras, antes de 1180 ainda prevalecia. Assim, quando em 1500, o Santo Império Romano estabeleceu a Imperial Círculos como tributários e recrutamento militar distritos, o círculo composto de Saxe-Lauemburgo e todos seus vizinhos se tornaram designado como Saxon Círculo, enquanto o Wettin-governado Saxão eleitorado e duchies formaram o Superior Saxão Círculo. A nomeação de Baixa Saxónia, tornou-se mais coloquial e o Saxon Círculo mais tarde foi renomeado em Baixa Saxónia Círculo. Em 1659, Duque de Julius Henry decretou, na sua disposição geral (diretrizes de seu governo) "também estima a floresta como coração e habitar [das receitas] do Principado de Baixa Saxônia."
O povo de Hadeln, representados por suas quintas do reino, adotou a Luterana Reforma em 1525 e Duque Magnus eu confirmou Hadeln da Igreja Luterana Ordem em 1526, o estabelecimento de Hadeln separado do corpo eclesiástico existente até 1885. Magnus não promover a propagação do Luteranismo no resto de seu ducado. Luterana pregadores, mais provável do sul adjacentes Principado de Lunenburg, Luterana desde 1529, realizou-se a primeira Luterana prega; na entrada norte de santa Maria Madalena da Igreja em Lauenburg ao rio Elba, um recorde para o são João de Véspera , em 1531. Tacitamente, as congregações nomeado Luterana pregadores para que as aparições de 1564 e 1566, ordenou ao Duque Francisco I, Magnus eu do filho, na instigação de Ritter - und Landschaft, já viram Luterana pregadores em muitas paróquias. Em 1566, Francisco I nomeou o Superintendente Francisco de Baringius como o primeiro líder espiritual da igreja no ducado, não incluindo Hadeln.
Francisco realizou-se um thrifty reinado e renunciou em favor de seu filho mais velho Magnus II depois de ter explorado todos os seus meios, em 1571. Magnus II prometeu resgatar o penhor ducal demesnes com fundos que ele ganhou como um sueco comandante militar e pelo seu casamento com a Princesa Sofia da Suécia. No entanto, Magnus não resgatar os peões, mas ainda afastou ducal posses, o que provocou um conflito entre Magnus e seu pai e irmãos Francisco (II) e Maurice bem como as propriedades do ducado, mais crescentes, devido à Magnus " violentos temperamento.
Em 1573, Francisco I deposto Magnus e reascended ao trono, enquanto Magnus fugiu para a Suécia. No ano seguinte, Magnus contratado tropas, a fim de tomar Saxe-Lauemburgo com violência. Francis II, um experiente comandante militar imperial de serviço, e Duque Adolphus de Schleswig e Holstein, no Gottorp, em seguida, Baixa Saxónia Círculo Coronel (Kreisobrist), Francisco I ajudaram a derrotar Magnus. Em troca de Saxe-Lauemburgo teve de ceder o bailiwick de Steinhorst para Gottorp em 1575. Francis II novamente ajudou seu pai para inibir Magnus' segunda militar tentativa para derrubar seu pai, em 1578. Francisco I, em seguida, fez Francisco II de seu legatário na verdade, que regem o ducado.

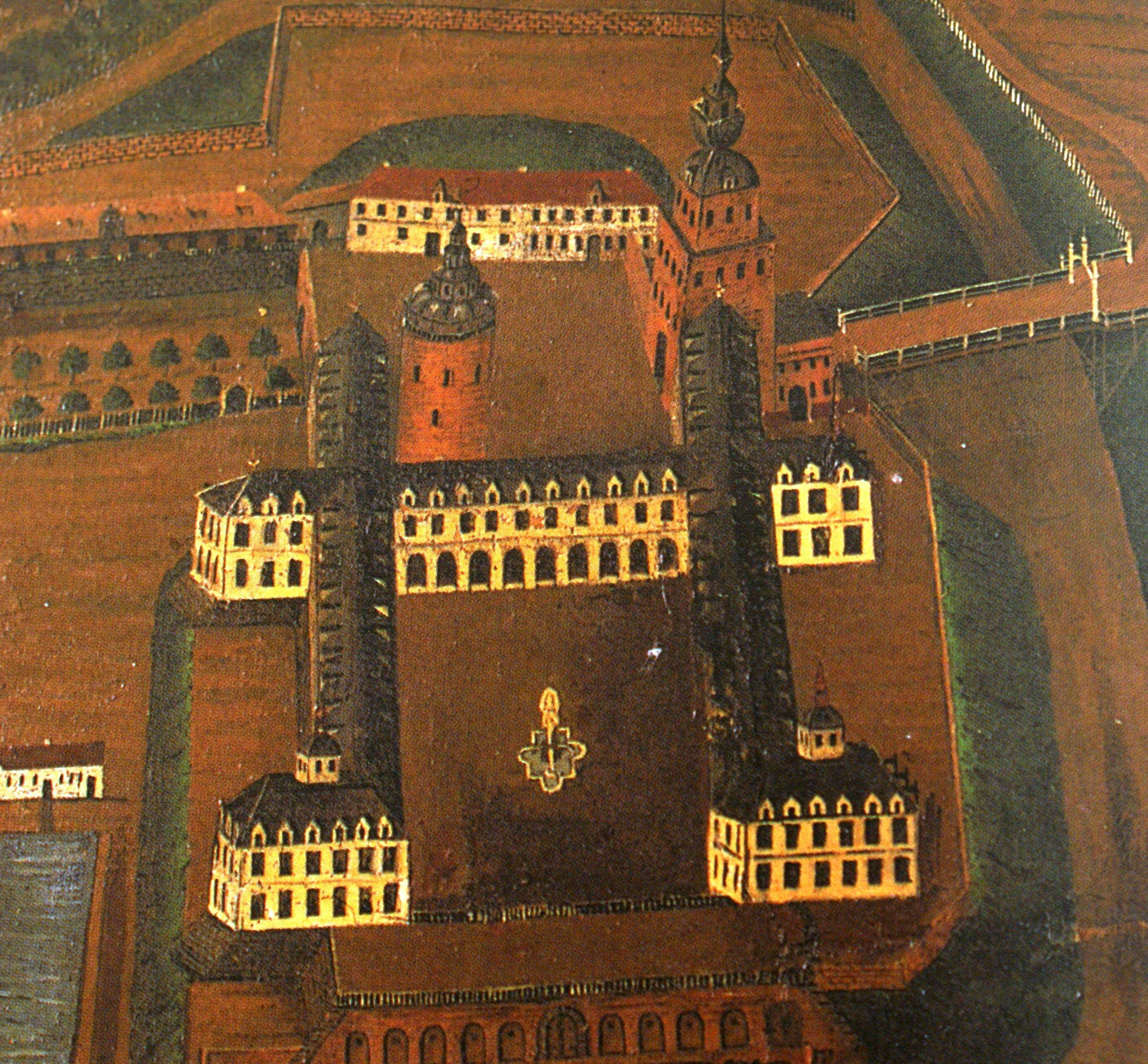
Lauenburg Castelo em Lauenburg sobre o Elba até o final do século 16, até sua destruição em 1616 sede do Lauenburg Linha mais Jovem.

Em 1581 - pouco antes de morrer e depois de consultas com o seu filho, o Príncipe-Arcebispo Henrique de Bremen e o Imperador Rudolph II, mas unconcerted com seus outros filhos Magnus e Mauricio - Francisco I fez o seu terceiro filho Francisco II, que considerava os mais hábeis, seu único sucessor, violando as regras de primogenitura. Esta cortada a de qualquer maneira difíceis relações com as propriedades do ducado, que lutou contra o ducal prática de crescente endividamento.
A igreja em geral visitação de 1581, solicitado por Francisco II, mostrou resultados ruins para o conhecimento, prática e comportamento de muitos pastores. Baringius foi responsável por estas queixas e substituído por Gerhard Sagitário, em 1582. Finalmente, em 1585, depois de consultas com o seu irmão, o Príncipe-Arcebispo de Henry, Francisco II decretou uma constituição (Niedersächsische Kirchenordnung; Baixa Saxónia Igreja da Ordem), de autoria do Lübeck do Superintendente Andreas Pouchenius, o velho, para a igreja Luterana de Saxe-Lauemburgo. Ele constituiu a igreja estatal Luterana de Saxe-Lauemburgo, com o superintendente geral (1592) e consistório sentada na cidade de Lauenburg, que se fundiu em que de Schleswig Holstein, em 1877. Francis II, a tentativa de mesclar Hadeln da igreja Luterana corpo com o resto do ducado foi unanimemente rejeitada pela Hadeln clero e propriedades em 1585 e 1586.
A violação da primogenitura, no entanto, deu motivos para o património, para perceber o próximo duque Francisco i como ilegítima. Isso o forçou a negociação, que terminou em 16 de dezembro de 1585 com o ato constitucional da "União Eterna" (em alemão:  Ewige Union) de representantes de Saxe-Lauemburgo da nobreza (Ritterschaft, por exemplo, o título de cavaleiro) e outros temas (Landschaft), principalmente a partir da cidades, Lauenburg sobre Elba e Ratzeburg, em seguida, completamente constituído quintas do ducado (Ritter - und Landschaft), liderada por Terra Marshall, um hereditária funções exercidas pela família von Bülow. Francis II aceitou a sua criação como uma instituição permanente, com uma crucial dizer em questões governamentais. Em troca Ritter - und Landschaft aceito Francisco i como legítimo e lhe rendeu homenagem como duke em 1586.
As relações entre Ritter - und Landschaft e duque melhorado a partir de Francisco i redimidos ducal peões com o dinheiro que ele ganhou como imperial comandante. Após a residencial castelo em Lauenburg sobre Elba (iniciado em 1180-1182 pelo Duque de Bernard I) tinha queimado em 1616, Francisco II mudou a capital para Neuhaus sobre o Elba.

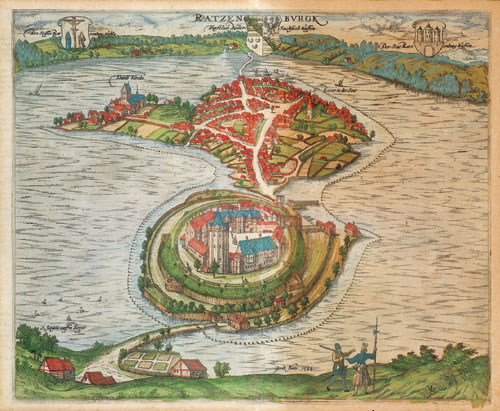
Vista de Ratzeburg, 1590, com o castelo em frente da terra

Em 1619, o Duque Augusto mudou-se de Saxe-Lauemburgoo capital de Neuhaus sobre Elba de Ratzeburg, onde permaneceu desde então. Durante a Guerra Dos Trinta Anos (1618-1648) Augusto sempre se manteve neutro, no entanto, billeting e alimenting tropas estrangeiras de marcha através representava um pesado fardo para a ducal assuntos. Augusto foi sucedido por seu meio-irmão mais velho de Julius Henry em 1656. Ele havia se convertido a partir do Luteranismo ao Catolicismo na expectativa de tornar-se nomeado Príncipe-Bispo de Osnabrück, em 1615, mas garantido para deixar a Luterana, a igreja e o estado da Baixa Saxónia Igreja, a Fim intocada.
Ele confirmou o existente privilégios da nobreza e Ritter - und Landschaft. Em 1658, ele proibiu seus vassalos para o penhor , ou então afastar feudos, assim combate a integração da mansão estates em Saxe-Lauemburgo no monetária do vizinho economicamente poderosos Hanseática cidades de Hamburgo e Lübeck. Ele entrou com ambas as cidades-estados na fronteira disputas na mansão propriedades que estavam em processo de se subtrair Saxe-Lauemburgoian overlordship para a competência das cidades-estados.
Com a morte do Duque Júlio Francisco, filho de Julius Henry, o Lauenburg linha da Casa de Ascania tornou-se extinto na linha masculina. no Entanto, feminino sucessão foi possível por leis saxe-lauemburguesas. Assim, os dois sobreviventes dos três filhas de Júlio Francisco, Anna Maria Francisca de Saxe-Lauemburgo e Sibylle Augusto de Saxe-Lauemburgo lutou pela sucessão dos antigos, a irmã mais velha. Sua fraqueza era abusada pelo Duque Jorge Guilherme da vizinha Brunswick e Lunenburgian Principado de Lunenburg, sentado em Celle, que invadiu Saxe-Lauemburgo com suas tropas, inibindo a ascensão legal, herdeira do trono Duquesa Anna Maria.
Havia pelo menos oito monarquias, alegando que a sucessão, , resultando em um conflito envolvendo mais os vizinhos duchies de Mecklenburg-Schwerin e do dinamarquês Holstein, bem como os cinco Ascanian-governado Principados de Anhalt, o Eleitorado da Saxônia, que tinha conseguido o Saxe-Wittenbergian Ascanians em 1422, Suécia e Brandemburgo. Militares envolvidos foram Celle e dinamarquês Holstein, que concordou em 9 de outubro de 1693 (Hamburger Vergleich), que Celle de qualquer maneira, de facto, mantendo a maior parte de Saxe-Lauemburgo iria reter o ducado, enquanto o fortaleza em Ratzeburg, fortificada em Celle regra e dirigida contra Holstein, seria arrasada. Em troca dinamarquês Holstein, que tinham invadido Ratzeburg e arruinou a fortaleza, gostaria de retirar as suas tropas.
Jorge Guilherme compensado João Jorge III, Eleitor da Saxônia, para sua reivindicação por uma soma substancial de dinheiro, uma vez que os antepassados de ambos os príncipes tinham feito tratados de mútuo sucessão com o ex-duques de Saxe-Lauemburgo. Ritter - und Landschaft, em seguida, prestado homenagem a Jorge Guilherme como o seu duque. Em 15 de setembro de 1702, Jorge Guilherme confirmou a existente constituição, as leis e os órgãos legislativos de Saxe-Lauemburgo. Em 17 de Maio de 1705 Luterana, a superintendência foi movido de Lauenburg de Ratzeburg, e combinado com o pastorado da Igreja de São Pedro. Quando ele morreu em 28 de agosto do mesmo ano de Saxe-Lauenburog passou para o seu sobrinho, Jorge I Luís, eleitor de Hanôver, posteriormente rei da Grã-Bretanha, Jorge I. A Baixa Saxónia Luterana, a Igreja manteve a sua Igreja com a celebração do consistório, e Superintendente Geral Severin Walter Slüter (1646-1697) em Lauenburg, sucedido por operadores intitulado novo superintendente.
Assim Saxe-Lauemburgoo, exceto para Hadeln, passou para a Casa do Bem e a sua cadete ramo da Casa de Hanôver, enquanto os herdeiros legais, Anna Maria Franziska de Saxe-Lauemburgo e Sibylle Augusto de Saxe-Lauemburgo, nunca renunciando a seu pedido, foram espoliados e o ex-exilado na Boêmia Ploskovice. O imperador Leopoldo I rejeitado Celle sucessão e, assim, mantida Hadeln, que estava fora de Celle é chegar, em sua custódia. Apenas em 1728, seu filho, o Imperador Carlos VI enfeoffed Jorge II Augusto com Saxe-Lauemburgo, finalmente, a legitimação de facto aquisição, por seu avô, em 1689 e 1693. Em 27 de agosto de 1729 ele confirmou Saxe-Lauemburgo existentes constituição, leis e Ritter - und Landschaft. Em 5 de abril de 1757 a Niedersächsische Landschulordnung decretou a frequência escolar obrigatória para todas as crianças em Saxe-Lauemburgo. Jorge III ascendeu, em 1760, e ratificadas todas as leis, a constituição e o Ritter - und Landschaft de Saxe-Lauemburgo por um mandado emitido em St. James Palace, em 21 de janeiro de 1765. Em 1794 Jorge III doados anualmente prémios para os melhores professores de Saxe-Lauemburgo.

### Era napoleônica
O ducado foi ocupado por tropas francesas em 1803-05, que, pouco depois, partiram numa campanha contra a Áustria. Em seguida, as forças Britânicas, suecas e russas da Coligação capturaram o Saxe-Lauemburgo, no outono, em 1805, no início da guerra da Terceira Coligação contra a França (1805-06). Em dezembro, o Império francês, cedeu o Saxe-Lauemburgo, que já não detinha, ao Brandemburgo-Prússia, que o capturou no início de 1806.
Mas quando o Reino da Prússia, se tornou inimigo da França por integrar a Quarta Coligação contra a França, foi derrotado na Batalha de Jena-Auerstedt (11 de novembro de 1806), a França recapturou o Saxe-Lauemburgo. O território manteve-se primeiro sob ocupação francesa e, após 1 de Março de 1810 a maior parte do território foi anexada ao Reino da Vestfália, estado dependente do Império francês. Uma pequena área com mais de 15.000 habitantes manteve-se reservada para fins a definir por Napoleão. Em 1 de janeiro de 1811, a maioria do antigo ducado – exceto para a Amt Neuhaus e o Marschvogtei, que permaneceram unidos à Vestfália – foi anexada ao Primeiro Império francês.

### Pós-Napoleão
Após as Guerras Napoleônicas, o Saxe-Lauemburgo foi restaurado como um domínio Hanoveriano, em 1813. O Congresso de Viena estabeleceu Saxe-Lauemburgo como um estado-membro da Confederação Germânica. Em 1814 o Reino de Hanôver trocou o Saxe-Lauemburgo pela Frísia Oriental Prussiana. Em 7 de junho de 1815, depois de 14 meses sob seu domínio, a Prússia atribuiu o Saxe-Lauemburgo à Suécia, recebendo em troca a Pomerânia sueca e, além disso, pagou 2,6 milhões de Taler à Dinamarca, a fim de compensar as pretensões dinamarquesas sobre a Pomerânia. A Dinamarca ganhou da Suécia, os territórios ducais a norte do rio Elba, agora, governados em
união pessoal pela Casa dinamarquesa de Oldemburgo,, que, assim, compensava novamente as pretensões dinamarquesas sob a Pomerânia sueca. Em 6 de dezembro de 1815 Frederico VI da Dinamarca emitiu o Acto de Afirmação (Versicherungsacte) onde estabelecia as leis, a constituição e a assembleia local. Em 1816 a sua administração tomou posse do ducado.
Durante a Primeira Guerra de Schleswig (1848-1851), a Assembleia local impediu a conquista Prussiana conquista solicitando o apoio de tropas Hanoverianas, na qualidade corpo de manutenção da paz da Confederação Germãnica. Em 1851, o Rei Frederico VII da Dinamarca, foi restaurado como o Duque de Saxe-Lauemburgo. Forças Prussianas e Austríacas invadiram o ducado durante a Segunda Guerra de Schleswig. Pelo Tratado de Viena (1864), o Rei Cristiano IX da Dinamarca, renunciou ao ducado, cedendo-o à Prússia e à Áustria. Depois de receber uma compensação financeira de £300.000, a Áustria denunciou às suas pretensões sobre o Saxe-Lauemburgo pela Convenção de Gastein, em agosto de 1865. De seguida, a Assembleia local ofereceu o trono ducal a Guilherme I da Prússia que, em setembro do mesmo ano, aceitou o governo do ducado em União pessoal . Guilherme nomeou o então Ministro Presidente da Prússia, Otto von Bismarck, como ministro de Saxe-Lauemburgo. Em 1866, Saxe-Lauemburgo juntou-se à Confederação da Alemanha do Norte. No entanto, o seu voto na Bundesrat foram contadas juntamente com as da Prússia.
Em 1871, o Saxe-Lauemburgo foi um dos estados fundadores do Império Alemão. No Entanto, em 1876, o governo ducal e a assembleia decidiram dissolver o ducado com efeitos a 1 de julho de 1876. O seu território foi integrado na Província Prussiana de Schleswig-Holstein como o distrito do Ducado de Lauemburgo, ou seja, o Ducado de Lauemburgo.

## Brasão de armas
| Brasão | Descrição |
| ------ | --- |
|        | Ducado de Saxe-Lauemburgo Brasão de armas tal como estabelecido pelo Duque Júlio Francisco e confirmado por Leopoldo I, Sacro Imperador Romano, em 1671. Esquartelado; primeiro quartel, burilado de dez barras de Sable e Ouro, com um crancelino de sinopla colocado em banda; segundo quartel de azure, uma águia coroada de Ouro; terceiro quartel, de Prata, três folhas de lírio de água de gules; no quarto, cortado de sable e prata, com duas espadas de gules em sautor, representando o cargo de Arqui-Marechal do Império (em alemão: Erzmarschall, em latim: Archimarescallus) na posse do Príncipe-eleitor da Saxónia, que o Saxe-Lauemburgo sempre reivindicou. |
|        | Distrito do Ducado de Saxe-Lauemburgo (província pressiana) Brasão do Saxe-Lauemburgo após 1866, que alteraou a versão dinamarquesa que apresentava uma cabeça de cavalo em ouro em campo de gules. A Prússia adicionou uma bordadura girondina em preto e prata, as suas cores oficiais, alterando a cabeça de cavalo para prata. |

## Lista de Duques de Saxe-Lauemburgo

### Casa Ascania (1296-1689)
A contagem dos duques inclui o anterior Ascanian duques Bernardo I, seu filho, Alberto I, e o último em conjunto decisão filhos de d. João I e Alberto II, todos do que governou o Saxon ducado antes de sua partição em Saxe-Lauemburgo e Saxe-Wittenberga.
- Érico I 1296-1303 conjunta regra, a decisão até 1360 em Saxe-Bergedorf, particionado de Saxe-Lauemburgo (ver #Ratzeburg-Lauenburg linha abaixo)
- João II 1296-1303 conjunta regra, a decisão até 1321 em Saxe-Ratzeburg, particionado de Saxe-Lauemburgo (consulte a seção #Bergedorf-Mölln linha abaixo)
- Alberto III 1296-1303, governou conjuntamente, e depois, até 1308, governou em Saxe-Ratzeburg, que havia sido particionado de Saxe-Lauemburgo; morrendo sem descendência e Érico herdou o seu ducado;

Em 1303, os irmãos dividiram a herança entre eles, no entanto, apenas dois deus tiveram descendência que originaram as linhas de Bergedorf-Mölln e de Ratzeburg-Lauemburgo.

#### Linha de Bergedorf-Mölln
Inicialmente chamada de Saxe-Mölln, esta linha veio a ser redenominada na sequência da reintegração territorial de partes do património atribuído a Alberto III na partilha de 1321.
- 1303-22: João II (ca.1275-1322), governou sozinho em Bergedorf-Mölln, rivalizava como Saxon Príncipe-Eleitor por seu primo Rodolfo I de Saxe-Wittenberg, em 1314
- 1322-43: Alberto IV ( ? -1343), filho do anterior.
- 1343-56: João III ( ? -1356), filho do anterior.
- 1356-70: Alberto V (? -1370), irmão do anterior.
- 1370-1401: Érico III ( ? -1401), irmão do anterior.

Em 1401, o ramo senior extinguiu-se e Lauemburgo voltou à linha de Ratzeburgo-Lauenburgo.

#### Linha de Ratzeburgo-Lauemburgo
Primeiro, chamado de Saxe-Bergedorf-Lauemburgo, veio a ser redenominada na sequência da reintegração territorial de partes do património atribuído a Alberto III na partilha de 1321.
- 1303-38: Érico I ( ? -1360), abdicou em 1338.
- 1338-68: Érico II (1318/1320–1368), filho do anterior.
- 1368-1412: Érico IV (1354-1411/1412), filho do anterior, governou conjuntamente com seus filhos, Érico V e Bernardo II, desde 1401.

Em 1401, a linha junior herdou Lauemburgo e outros bens da extinta linha senior de Bergedorf-Mölln.
- 1401-1436: Érico V ( ? -1436), filho do anterior, governa conjuntamente com o seu pai até 1412, seu irmão de d. João IV até 1414 e de seu irmão Bernardo II como de 1426.
- 1401-1414: João IV ( ? -1414), irmão do anterior, governa conjuntamente com o seu pai até 1412 e seu irmão Érico V.
- 1426-1463: Bernardo II (1385/1392–1463), irmão do anterior, governa conjuntamente com o seu irmão Érico V como de 1426.
- 1463-1507: João V (1439-1507), filho do anterior.
- 1507-43: Magnus I (1488-1543), filho do anterior.
- 1543-71: Francisco I (1510-1581), filho do anterior, renunciou em favor de seu filho Magnus II.
- 1571-74: Magnus II (1543-1603), filho do anterior.
- 1574-81: Francisco I (1510-1581), reascendeu ao trono, substituindo o seu filho Magnus II.
- 1581-88: Magnus II (1543-1603), filho do anterior, governou em conjunto com seus irmãos Maurício, Francisco I, Magnus; resignou em 1588.
- 1581-1612: Maurício (1551-1612), decidiu, em conjunto com seus irmãos Magnus II (até 1588) e Francisco II.
- 1581-1619: Francisco II (1547-1619), decidiu, em conjunto com seus irmãos Magnus II (até 1588) e Maurício (até 1612).
- 1619-56: Augusto (1577-1656), filho do anterior.
- 1656-65: Júlio Henrique (1586-1665), irmão do anterior.
- 1665-66: Francisco Erdmann (1629-1666), filho do anterior.
- 1666-89: Júlio Francisco (1641-1689), irmão do anterior.

### Casa de Welf (1689-1803)
Durante 113 anos, o ducado foi governado por membros da dinastia Welf. No entanto, desde a sua tomada violenta somente em 1728 o imperador Carlos VI atribuíu o Saxe-Lauemburgo a Jorge II Augusto, finalmente legitimando os duques da dinastia Welf.

#### Casa de Brunsvique-Luneburgo–Celle (1689-1705)
- 1689-1705: Jorge Guilherme; também Duque de Brunsvique-Luneburgo.

#### Casa de Hanôver (1705-1803)
- 1705-27: Jorge I Luís; também Príncipe-eleitor de Brunsvique-Luneburgo (Calenberg) (comumente chamado de Eleitorado de Hanôver, nome da sua capital), por título também Duque de Brunsvique-Luneburgo; também Rei da Grã-Bretanha a partir de 1714.
- 1727-60: Jorge II Augusto; também Rei da Grã-Bretanha, Eleitor de Hanôver, por título também Duque de Brunsvique-Luneburgo.
- 1760-1814: Jorge III, de facto terra em 1803-05 e 1805-14, no entanto, ele manteve o título de duque, rejeitando a anexação unilateral de Napoleão. Só no Congresso de Viena, por acordo de todas as partes, o título de duque passou para o seu sobrinho. Também o Rei da Grã-Bretanha (tornando-se Rei da Grã-Bretanha e da Irlanda em 1801), Eleitor de Hanôver (tornando-se o Rei de Hanôver, em 1814), por título também Duque de Brunsvique-Luneburgo.

### Guerras Napoleônicas (1803-14)
- Ocupada pela Primeira República francesa, 1803-04.
- Ocupada pelo Primeiro Império francês, 1804-05.
- Recapturado pelo Britânico, sueco e russo forças da Terceira Coligação contra a França, 1805.
- Ocupado pelo Reino da Prússia, 1805-07.
- Ocupada pelo Primeiro Império francês, de 1807.
- Anexada ao Reino da Vestfália, 1807-10.
- Anexado ao Primeiro Império francês, 1810-14.

### Casa de Oldenburgo (1814-64)
Durante cinquenta anos, a partir de 1814, o Saxe-Lauemburgoo integrou a Confederação Germânica, estando em união pessoal com o Reino da Dinamarca:

#### Linha principal (1814-63)
- 1814-39: Frederico I; também Rei da Dinamarca (1808-39, como Frederico VI) e Duque de Schleswig-Holstein; anteriormente, Rei de (1808-14) e Regente da Dinamarca-Noruega a partir de 1784.
- 1839-48: Cristiano I; também Rei da Dinamarca (como Cristã, VIII) e Duque de Schleswig-Holstein; anteriormente Rei da Noruega (1814, como Cristian Frederico).
- 1848-63: Frederico II; também Rei da Dinamarca (como Frederico VII) e Duque de Schleswig-Holstein.

#### Linha de Glücksburg (1863-64)
- 1863-64: Cristiano II; também Rei da Dinamarca (1863-1906, como Cristiano IX) e Duque de Schleswig-Holstein.

### Casa de Hohenzollern (1865-76)
Doze anos de Saxe-Lauemburgo foi governado em união pessoal com a Prússia, no Norte da alemanha, Confederação (1867-71). Em 1871 Saxe-Lauemburgo tornou-se o estado de um componente da unidos Alemanha (Império alemão).
- 1865-76: Guilherme I; também Rei da Prússia (1861-88), Presidente da Confederação da Alemanha do Norte (1867-71) e Imperador Alemão (1871-88).

### Governo dependente (1876–presente)
- Em 1876, o Ducado perdeu a sua autonomia e transformou-se no Distrito do Ducado de Lauemburgo no seio do Schleswig-Holstein, primeiro uma província do Reino da Prússia (1866-1918) e, em seguida, do Estado Livre da Prússia (1918-33/1947), um dos estados que compunha a Alemanha. Em 1946, a província foi tranformada num Estado (Land) de Eslésvico-Holsácia (Schleswig-Hostein) da República Federal da Alemanha (Bundesrepublik Deutschland).
- Em 1890, o Chanceler Imperial Otão de Bismarck foi agraciado com o título honorífico de Duque de Lauemburgo , incluindo propriedades em Sachsenwald no antigo ducado, embora nunca sendo o soberano do território, uma vez que o estado havia sido incorporado na Prússia, em 1876. Ele se mudou para as suas propriedades de Friedrichsruh, onde viveu até à sua morte.
- Em 1988 o Príncipe Lennart von Saxe-Lauemburgo morreu. Ele adquirira o título em 1946, embora não tivesse qualquer ligação a Otão de Bismarck. A alegação inicialmente foi feita em 1921 pelo seu pai, Peter Johannes Borger van Ammerongen um nobre holandês. Na década de 1690 um tribunal concedeu o título à Casa de Brunsvique-Luneburgo–Celle quando o último Duque morreu sem herdeiros do sexo masculino. Na altura houve suspeitas de que o Juiz tivesse sido subornado. Lennart foi sucedido por um sobrinho.